# Меланогастер
Меланогастер (Melanogaster) — рід грибів родини Melanogastraceae. Назва вперше опублікована 1831 року.

## Поширення та середовище існування
В Україні зростають меланогастер сумнівний (Melanogaster ambiguus), меланогастер строкатий (Melanogaster variegatus)